# Goethita
La goethita o goetita es la forma mineral del oxihidróxido de hierro (III), cuya fórmula es FeO2H. Dentro de la clasificación de Strunz está encuadrado en el grupo 04 (óxidos e hidróxidos).
Johann Georg Lenz, en 1806, asignó el nombre de goethita a este mineral en honor al poeta, novelista, filósofo y naturalista alemán Johann Wolfgang von Goethe (1749-1832).

## Propiedades
La goethita es un mineral entre subtranslúcido y opaco, de coloración parda, pardo rojiza, pardo amarillenta o amarillo ocre. Muestra un brillo adamantino o sedoso.
Es frágil, con una dureza de entre 5 y 5,5 en la escala de Mohs, y una densidad de 4,28 g/cm³.
Posee un contenido del 63% en hierro y puede contener hasta un 5% de manganeso.
Cristaliza en el sistema ortorrómbico, clase dipiramidal. 
Presenta un marcado pleocroísmo: amarillo o incoloro (X), pardo amarillo o naranja rojizo (Y) y naranja amarillo o naranja oscuro (Z).
La feroxihita y la lepidocrocita son polimorfos de este mineral, pues tienen igual composición pero cristalizan en sistemas cristalinos diferentes. Asimismo, la goethita forma parte del grupo de la diáspora (M3+O(OH)).
Por otra parte, su variedad alumínica, (Fe,Al)OOH, recibe el nombre de alumogoethita.

## Morfología y formación

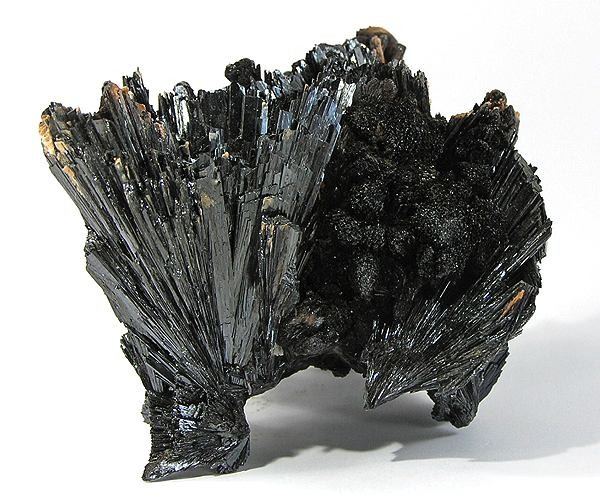
Goethita procedente del condado de Teller (Colorado, EE. UU.)

La goethita no suele presentarse como cristales bien formados, solamente en estriaciones o cristales de hábito acicular. Su morfología es variada, abundando las masas reniformes, fibrorradiales, compactas, hojosas y estalactíticas.
Es un producto de meteorización común de numerosos minerales de hierro en ambientes oxigenados. Es, por tanto, un componente habitual de suelos, estando especialmente concentrado en lateritas.
No obstante, aparece también como precipitado primario en ambientes hidrotermales, marinos y pantanosos después de la oxidación de
aguas que contengan Fe2+. Puede aparecer asociada a lepidocrocita, hematita, pirita, siderita, pirolusita y manganosita.
Se ha descubierto que la goethita también puede ser generada en los procesos de excreción de ciertos tipos de bacterias.

## Usos
El principal uso de la goethita es como mena de hierro. Así, los suelos lateríticos (ricos en goethita) desarrollados sobre rocas de serpentinita en climas tropicales se extraen por su contenido de hierro y otros metales. Por otra parte, este mineral tiene también alguna aplicación como pigmento de arcilla.
Los especímenes finos de goethita son raros y, por tanto, se valoran como objetos de colección. Las variedades iridiscentes o con bandas se cortan y pulimentan en cabujones para la fabricación de joyas.

## Yacimientos
La goethita es un mineral muy extendido.
Algunos de los depósitos más importantes están en Alemania, en Siegen (Renania del Norte-Westfalia) y cerca de Giessen (Hesse), así como en el distrito checo de Příbram (en Březové Hory, Radětice y Vrančice).
Se han encontrado cristales de gran tamaño en la mina Restormel Royal Iron Mine, cerrada desde 1883, en Cornualles (Reino Unido); también en Chaillac (Indre, Francia).
España también posee importantes yacimientos, que han sido explotados a escala industrial en la provincia de Huelva (minas de Riotinto y Tharsis), en Asturias (San Martín de Oscos, Ribadesella y Vegadeo), en Ojos Negros (Teruel) y en Vizcaya (Abanto y Ciervana y Alonsotegi). En España se han encontrado cristales de goethita en Tordelrábano (Guadalajara).
Se han hallado estalactitas ramificadas y masas botrioidales de goethita, a menudo asociadas con vanadinita, en la mina Four Man (Er-Rachidía, Marruecos). También se han descubierto interesantes pseudomorfos ramificados en el oasis de Farafra (Egipto).
En Estados Unidos hay localizaciones de este mineral en Pikes Peak y Florissant (Colorado).
Por otra parte, en los yacimientos de las minas Jacskon y Superior (Míchigan) se ha utilizado la goethita como mena de hierro.

## Véase también

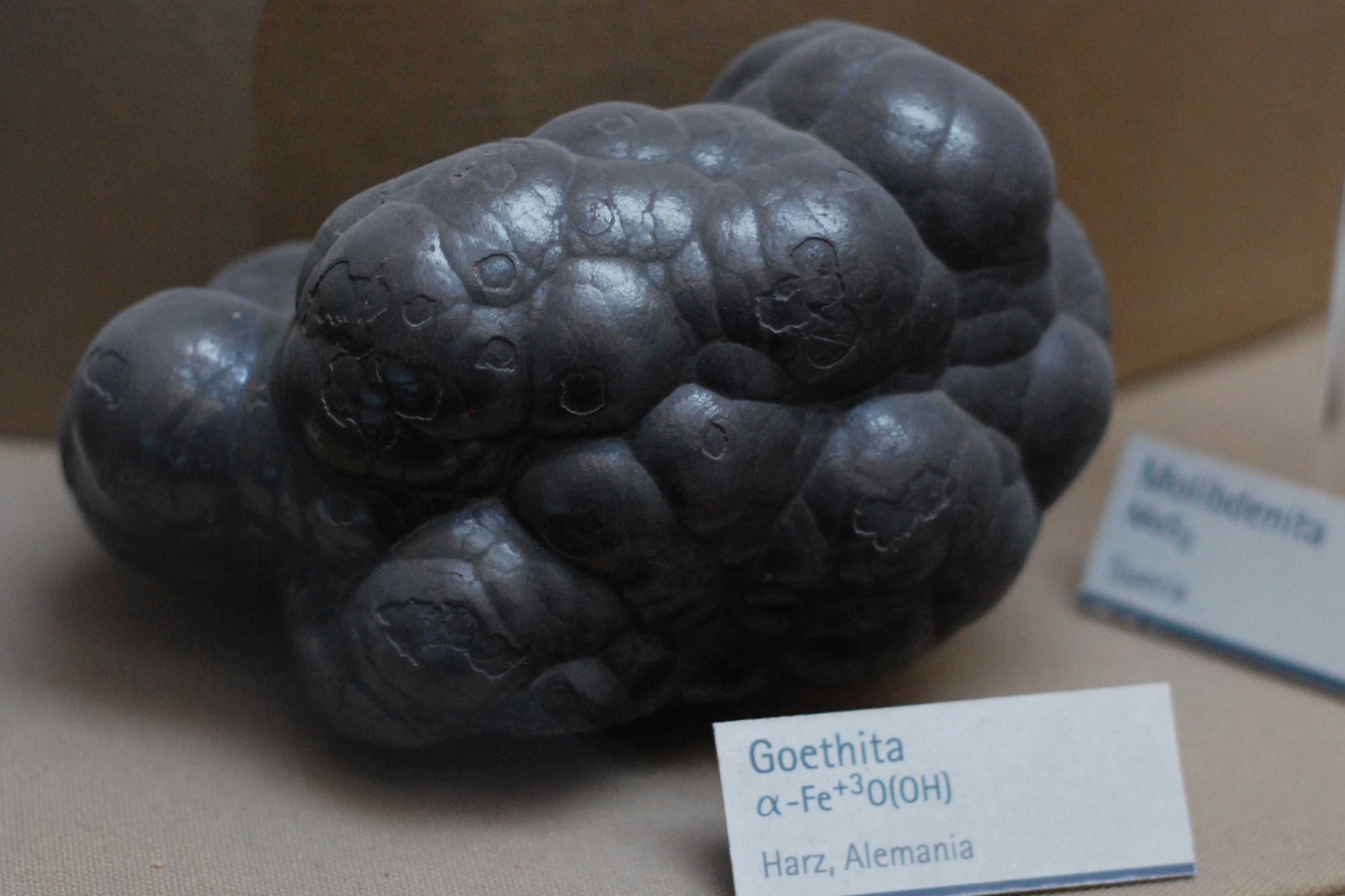
Estructura mineralógica característica de la Goethita